# Антонов Ан-3
Ан-3 је настао од авиона Ан-2 с интеграцијом турбоелисног мотора ТВД-20, уместо клипног АШ-62ИР. Основна му је верзија пољопривредна, за шта је тражен еконимичнији и савременији авион.
Од почетне идеје до њене реализације је протекло више деценија, због политичких и економских догађања у распаду Совјетског Савеза и Варшавског савеза.

## Историја и опис
Потпунон техничком афирмацијом и доказом економичности турбо-елисног погона у дугој половини двадесетог века се и у бироу Антонов појавила идеја 1970. године о развоју авиона класе Ан-2 стим мотором. Реализацију те идеје је доста пролонгирала политичка ситуација око распада Совјетског Савеза.
У почетку се желело ићи у развој сасвим наовог авиона, али из разлога економичности је коригована та идеја у преправку пољопривредне варијанте Ан-2 у пољопривредни Ан-3. Изабрани су и интегрисани турбоелисни мотор ТВД-20 Глушенков, с трокраком елисом. Та интеграција је условила и репројекат предњег дела трупа. При томе је репројектована и кабинска секција. Отворена су још једна бочна врата у кабинском делу.
Први лет авиона протипа у овој верзији је полетео 13. маја 1980. године. Испитивање Ан-3СХ је започето у 1981. године, завршено је 1991. године. Учињена је велика временска пауза на свим пословима везаним за програм Ан-3. У 1991. године су настављени радови на развоју серијског стандарда Ан-3СХ у Кијеву и настављена је градња Ан.3Т у Омску у Сибиру.
У Кијеву се планира уградња новог мотора ВК-1500 у Ан-3.

## Карактеристике[3][2]
| Карактеристична величина                        | податак     | димензија      |
| производња                                      | 1980-       | година         |
| геометрија                                      |             |                |
| дужина                                          | 14,03       |                |
| висина                                          | 4,2         |                |
| размах крила (гор./доњ.)                        | 18,17/14,23 |                |
| површина крила                                  | 71,6        |                |
| специфично оптерећење крила                     | 81          |                |
| маса                                            |             |                |
| празан, опремљен                                | 3200        |                |
| максимална                                      | 5800        |                |
| користан терет                                  | 1800        |                |
| гориво                                          | 800         |                |
| запремина рез. за хемиклије                     | 2200        |                |
| број људи                                       |             |                |
| посада                                          | 2           | члана          |
| путника                                         | 12          | одраслих особа |
| перфомансе                                      |             |                |
| максимална брзина                               | 250         |                |
| брзина крстарења                                |             |                |
| брзина пењања                                   |             |                |
| потребна полетно-слетна стаза (на нивоу мора, ) | 500         |                |
| теоретски плафон лета                           | 5000        |                |
| практични плафон лета                           | 4500        |                |
| долет                                           | 1025        |                |
| Турбоелисни мотор ТВД-20                        |             |                |
| снага                                           | 1066        |                |
| елиса                                           | 3           | крака          |
| специфична потрошња горива                      | 250         |                |